# Neoleria prominens
Neoleria prominens är en tvåvingeart som först beskrevs av Becker 1897.  Neoleria prominens ingår i släktet Neoleria och familjen myllflugor. Arten är reproducerande i Sverige. Inga underarter finns listade i Catalogue of Life.